# Pholidostachys
Genre
Classification phylogénétique
Pholidostachys est un genre de plantes de la famille des Arecaceae (Palmiers) comprenant des espèces natives de la Colombie et de l'Amérique centrale.

## Classification
- Sous-famille des Arecoideae
  - Tribu des Geonomateae

Le genre Pholidostachys partage sa sous-tribu avec 5 autres genres : Asterogyne, Calyptrogyne,Calyptronoma, Geonoma, Welfia.

## Liste des espèces
Selon World Checklist of Selected Plant Families (WCSP) (6 juin 2016) :
- Pholidostachys amazonensis A.J.Hend., Phytotaxa, 43: 10 (2012).
- Pholidostachys dactyloides H.E.Moore, J. Arnold Arbor., 48: 148 (1967).
- Pholidostachys kalbreyeri H.Wendl. ex Burret, Bot. Jahrb. Syst., 63: 131 (1930).
- Pholidostachys occidentalis A.J.Hend., Phytotaxa, 43: 12 (2012).
- Pholidostachys panamensis A.J.Hend., Phytotaxa 43: 13 (2012).
- Pholidostachys pulchra H.Wendl. ex Burret, Bot. Jahrb. Syst., 63: 130 (1930).
- Pholidostachys sanluisensis A.J.Hend., Phytotaxa 43: 15 (2012).
- Pholidostachys synanthera (Mart.) H.E.Moore, Taxon{' 18: 231 (1969).